# ブルージーンズ メモリー (サウンドトラック)
『ブルージーンズ メモリー』は、1981年9月5日にRVC（現：ソニー・ミュージックレーベルズ）より発売された同名映画のサウンドトラック。

## 解説
1981年7月11日に公開された、たのきんトリオ出演・近藤真彦主演の東宝映画『ブルージーンズ メモリー』のサウンドトラック盤。映画公開から約2か月後にLPレコードとカセットテープの2形態で発売された。
当映画の音楽監督を筒美京平が務めており、収録曲の大半は筒美の作曲で、Instrumental楽曲の作曲・編曲は戸塚修が担っている。作詞は松本隆と伊達歩によって作られている。
近藤真彦、野村義男、田原俊彦の歌唱による本作映画用に書き下ろされた楽曲、映画の台詞とInstrumentalが多数収録されている。LPレコードには8ページに亘って映画のスチール写真を数多く収めた歌詞カードが封入されている。予約特典としてLPレコードジャケットサイズのピンナップ・ポスターが店頭にて進呈された。なお本作は、近藤が当時所属していたRVCのRCAレーベルではなく、山下達郎が所属、小杉理宇造が設立した、air RECORDSからのリリースとなった。

## 収録曲
作曲：筒美京平　編曲：戸塚修（特記以外）

### SIDE A
1. ブルージーンズ メモリー（4:25）
  - 作詞：松本隆　歌：近藤真彦
  - 表記は無いが、シングルと異なるヴァージョン。
2. ザ・青春セイリング（4:37）
  - 作詞：伊達歩　編曲：筒美京平　歌：田原俊彦
3. 恋のローラースケーター（2:57）
  - 作詞：松本隆　歌：近藤真彦・野村義男
4. ブルージーンズ メモリー（Instrumental）（0:27）
5. グッドラック・ロード（2:08）
  - 作詞：伊達歩　歌：野村義男
6. 流線 スピリッツ（3:03）
  - 作詞：伊達歩　歌：近藤真彦
7. スニーカーぶる～す（Instrumental）（1:49）

### SIDE B
1. 別離(わかれ)（Instrumental）（1:58）
  - 作曲：戸塚修
2. 理由なきロック（3:21）
  - 作詞：伊達歩　歌：近藤真彦
3. 銀座カンカン娘（2:41）
  - 作詞：佐伯孝夫　作曲：服部良一　歌：野村義男
4. 逃げろ!!（Instrumental）（2:40）
  - 作曲：戸塚修
5. あいつのバラード（4:10）
  - 作詞：松本隆　歌：田原俊彦
6. ブルージーンズ メモリー（3:47）
  - 作詞：松本隆　歌：近藤真彦
  - 表記は無いが、シングルと異なるヴァージョン。
  - SIDE Aの1曲目のエディット・ヴァージョン。
7. いつか･･･どこかで･･･（Instrumental）（0:40）
  - 作曲：戸塚修